# Argia moesta
Argia moesta är en trollsländeart som först beskrevs av Hagen 1861.  Argia moesta ingår i släktet Argia och familjen dammflicksländor. IUCN kategoriserar arten globalt som livskraftig. Inga underarter finns listade i Catalogue of Life.

## Bildgalleri

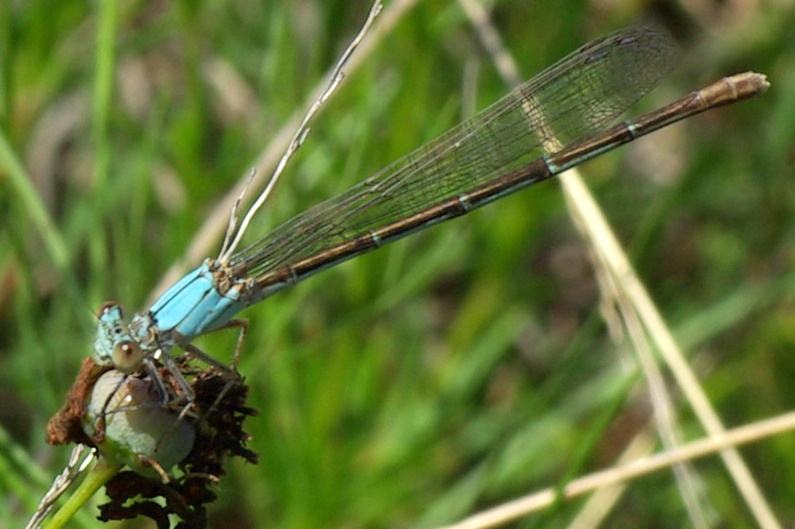
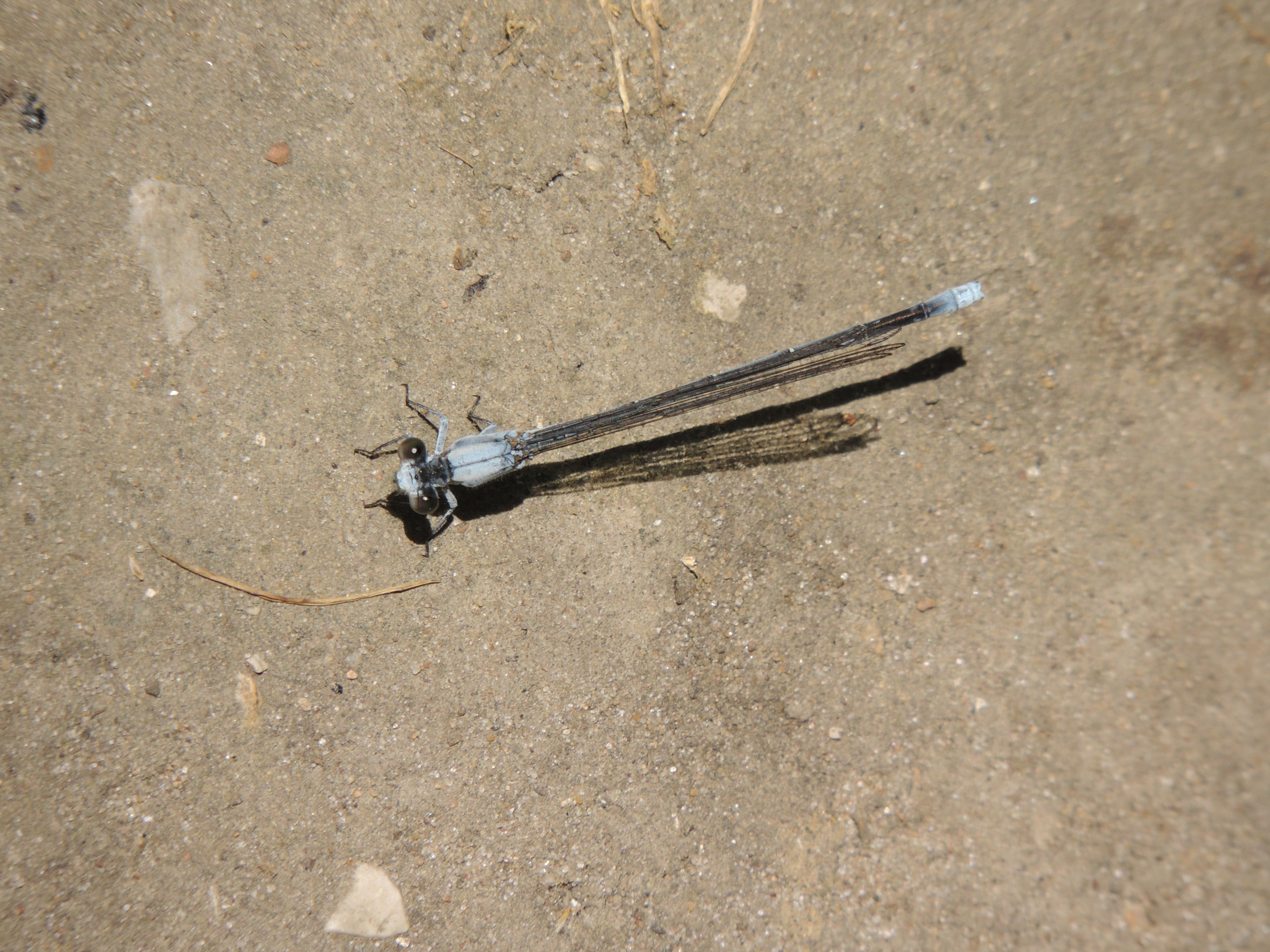
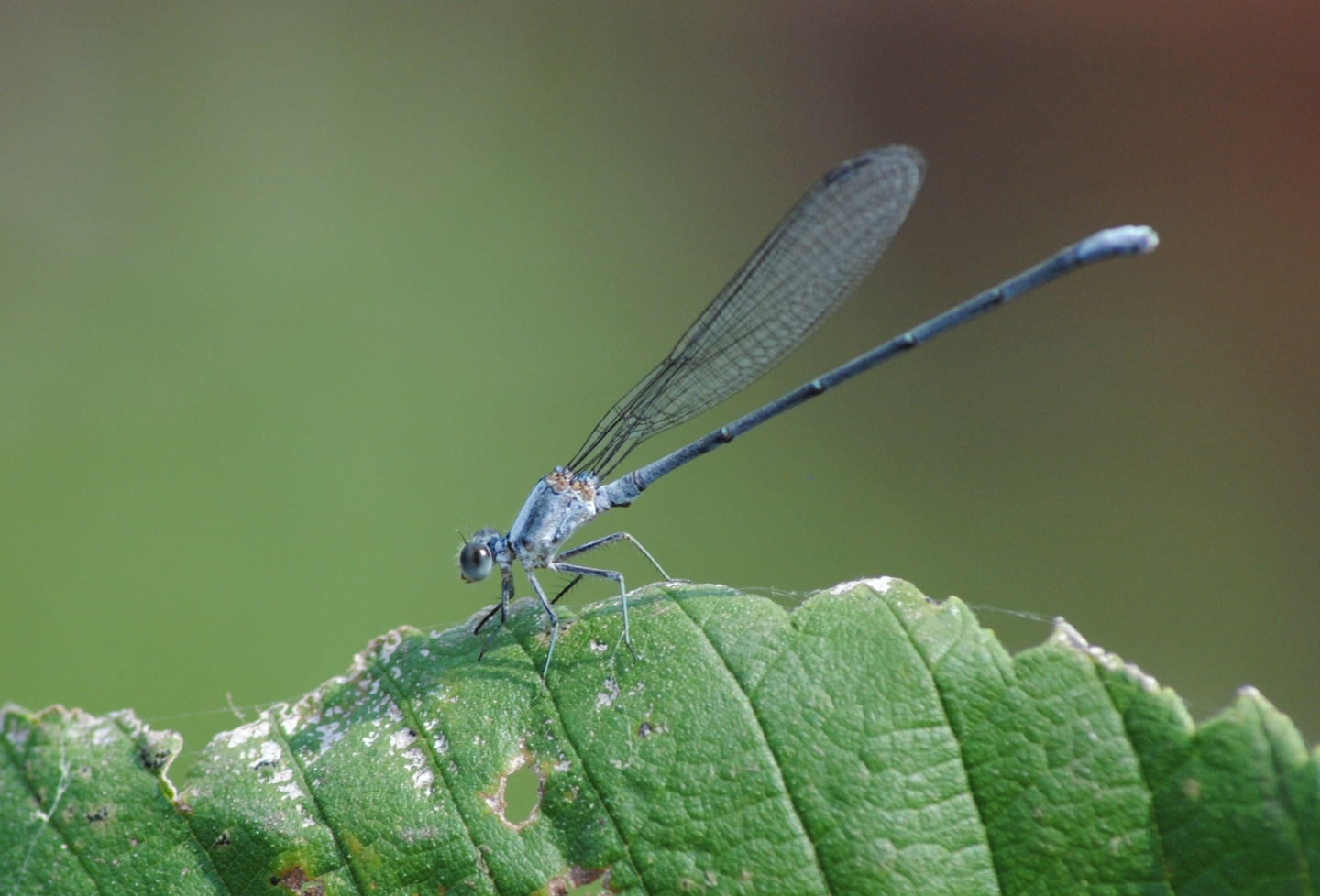